# Hōmei Iwano
Hōmei Iwano (岩野 泡鳴', Awaji, 20 de janeiro de 1873 - 9 de maio de 1920) foi um escritor do Japão.
Quis ser misioneiro cristão, mas finalmente optou pela literatura. Depois de livros de poesia e dramas kabuki sem sucesso, publicou dramas poéticos
(Shintaishi no sahō, 1907; Shintaishi shi, 1907-08) e textos de análises literários (Shimpiteki hanjū shugi, 1906; Shin shizen shugi, 1908).
A partir de 1909, escreveu autobiografias como Tandeki (1909) o Hōmei gobusaku (1911). Traduziu a Plutarco.